# Schloss Merzhausen
Das alte Schloss Merzhausen, ehemals auch Bollschweiler Schloss genannt, ist ein ehemaliges Wasserschloss in der Gemeinde Merzhausen bei Freiburg im Breisgau. Es ist nicht zu verwechseln mit dem Jesuitenschloss (Tusculum Belmontanium), einem Rittergut, das am Schönberg über dem Ort Merzhausen liegt.

## Geschichte
An der Stelle des alten Schlosses Merzhausen soll einst der Bitzehof gestanden haben. Das noch bestehende Gebäude, vermutlich um 1593 erbaut, ist ein längliches massives Steinhaus mit zwei Staffelgiebeln und Fachwerkaufbau. In unmittelbarer Nachbarschaft befand sich einst das Danckenschweilisch Hauss,  auch Dankenschweiler Schloss oder Dankenschweiler Hof genannt. Davon hat sich nichts erhalten. 
Neben dem Geschlecht der Reischach waren die von Schnewlin bedeutsam für die Geschichte des Ortes. 1635 vermachte Magdalena von Bollschweil die gesamte Herrschaft an die Jesuiten. Nach Aufhebung des Ordens am 21. August 1773 pachteten die Schnewlin Bernlapp von Bollschweil zunächst die Herrschaft Merzhausen und kauften sie schließlich am 18. September 1776. Danach nannte man das Gebäude wieder Bollschweiler Schloss. Mit Baron Xaver von Bollschweil starb 1838 diese Linie der Schnewlin aus. Das Gut und die Herrschaft gingen durch Verkauf der Erbberechtigten an die Schauenburger.